# Differentierbar programmering
Differentierbar programmering är en programmeringsparadigm som bygger på möjligheten att beräkna derivator av program med avseende på deras indata. Detta öppnar upp för att använda gradientbaserade optimeringsmetoder för att effektivt "lära" program från data.
Med andra ord, differentierbar programmering tillåter oss att behandla ett program som en matematisk funktion vars parametrar kan justeras för att förbättra dess prestanda baserat på ett specifikt mål.

## Historia och bakgrund
Differentierbar programmering har sina rötter i automatisk differentiering (AD), en teknik som utvecklats inom numerisk analys för att effektivt beräkna derivator av funktioner representerade av datorprogram.
Under senare år har differentierbar programmering fått ökad uppmärksamhet tack vare framsteg inom djupinlärning, där gradientbaserad optimering spelar en central roll.

## Hur det fungerar
I differentierbar programmering representeras ett program som en sammansättning av elementära operationer, där varje operation har en väldefinierad derivata. Genom att använda kedjeregeln från differentialräkning kan vi sedan beräkna derivatan av hela programmet med avseende på valfri inparameter.
Detta görs vanligtvis med hjälp av programmeringsspråk med stöd för automatisk differentiering, såsom:
- TensorFlow[3]
- PyTorch[4]
- JAX[5]

## Användningsområden
Differentierbar programmering har en bred tillämpning inom en rad områden, inklusive:
- Maskininlärning: Optimering av neurala nätverk, meta-inlärning, automatiserad maskininlärning (AutoML)[6]
- Robotik: Rörelseplanering, kontroll av dynamiska system[7]
- Datorgrafik: Fysikbaserad simulering, rendering[8]
- Optimering: Lösning av komplexa optimeringsproblem, t.ex. inom logistik och finans[9]

## Fördelar och nackdelar

### Fördelar
- Effektiv gradientberäkning för komplexa modeller
- Möjlighet att optimera program med avseende på godtyckliga mål
- Ökad flexibilitet och uttrycksfullhet i modellering

### Nackdelar
- Kräver programmeringsspråk med stöd för automatisk differentiering
- Kan vara mer minneskrävande än traditionella metoder
- Begränsade möjligheter att hantera diskreta variabler

## Exempel
Här är ett enkelt kodexempel i Python med TensorFlow som illustrerar differentierbar programmering:
```
import
 
tensorflow
 
as
 
tf

# Definiera två variabler

x
 
=
 
tf
.
Variable
(
3.0
)

y
 
=
 
tf
.
Variable
(
4.0
)

# Definiera en funktion

with
 
tf
.
GradientTape
()
 
as
 
tape
:

  
z
 
=
 
x
**
2
 
+
 
y
**
2

# Beräkna derivatan av z med avseende på x

dz_dx
 
=
 
tape
.
gradient
(
z
,
 
x
)

# Skriv ut derivatan

print
(
dz_dx
)
 
# Output: 6.0

```

I detta exempel definierar vi en funktion z = x^2 + y^2 och använder tf.GradientTape för att beräkna derivatan av z med avseende på x.

## Framtidsperspektiv
Differentierbar programmering är ett relativt nytt område med stor potential. Framtida utveckling förväntas leda till:
- Mer kraftfulla och effektiva verktyg för automatisk differentiering
- Nya programmeringsspråk och bibliotek speciellt utformade för differentierbar programmering
- Utökat användningsområde till nya domäner och applikationer